# 木更津郵便局
木更津郵便局（きさらづゆうびんきょく）は千葉県木更津市にある郵便局である。民営化前の分類では集配普通郵便局であった。

## 概要
住所：〒292-8799 千葉県木更津市中央2-6-15

## 沿革
- 1872年8月4日（明治5年7月1日） - 木更津郵便取扱所として開設[1]。
- 1873年（明治6年） - 木更津郵便仮役所となる。
- 1875年（明治8年）1月1日 - 木更津郵便局（四等）となる。同年11月12日より為替取扱を開始。
- 1876年（明治9年）2月1日 - 貯金取扱を開始。
- 1889年（明治22年）4月1日 - 木更津郵便電信局となる。
- 1903年（明治36年）4月1日 - 通信官署官制の施行に伴い木更津郵便局となる。
- 1956年（昭和31年）11月1日 - 電話通話および和文電報受付事務取扱を開始[2]。
- 1959年（昭和34年）3月 - 局舎新築落成。
- 1975年（昭和50年）9月15日 - 木更津市富士見一丁目から、同市中央二丁目に局舎を新築、移転。
- 1996年（平成8年）7月1日 - 外国通貨の両替および旅行小切手の売買に関する業務の取扱を開始。
- 2007年（平成19年）10月1日 - 民営化に伴い、併設された郵便事業木更津支店に一部業務を移管。
- 2012年（平成24年）10月1日 - 日本郵便株式会社発足に伴い、郵便事業木更津支店を木更津郵便局に統合。

## 取扱内容
- 郵便、印紙、ゆうパック、内容証明
- 貯金、為替、振替、振込、国際送金、外貨両替・トラベラーズチェック、国債、投資信託
- 生命保険、バイク自賠責保険、自動車保険、がん保険、引受条件緩和型医療保険
- ゆうちょ銀行ATM
- 木更津市内の一部地域（〒292-0xxx）の集配業務
- ゆうゆう窓口

## 周辺
- 木更津港
- 陸上自衛隊木更津駐屯地
- 木更津市立木更津第一中学校
- 木更津市立木更津第一小学校

## アクセス
- JR内房線 木更津駅（西口）から徒歩約9分
- 小湊鉄道バス 中央一丁目停留所下車
- 館山自動車道 木更津南ICから北へ約4km、東京湾アクアライン 木更津金田ICから南へ約6km
- 駐車場あり：19台